# محمد مسعد (لاعب كرة قدم مصري)
محمد مسعد لاعب كرة قدم مصري في مركز جناح أيمن ، ويلعب حاليًا لمصر للمقاصة.

## مسيرته الكروية

### بلقاس
يلعب محمد مسعد في مركز صانع الألعاب ، وظهر بمستوى جيد خلال تواجده في صفوف بلقاس موسم 2013–2014 من دوري القسم الثاني ، مما دفع نادي المقاصة للتوقيع معه.

### مصر للمقاصة
في 7 يوليو 2014 انضم إلى نادي مصر للمقاصة قادمًا من بلقاس لمدة ثلاث مواسم ، ولم يفصح عن قيمة المقابل المادي للصفقة.

وكانت أول المشاركات له في الدوري الممتاز مع فريق المقاصة في 21 سبتمبر 2014 أمام النادي الإسماعيلي في الأسبوع الثاني من الدوري ، حيث شارك بديلًا في الشوط الثاني (بمعدل 5 دقائق).

### المصري
لم يشارك محمد مسعد في مباريات المقاصة بشكل أساسي حيث يعتبر بديلًا لأحمد الشيخ صانع ألعاب الفريق وقتها ، ورغبة ناديي القمة في التعاقد مع أحمد الشيخ ، ولكن أحمد الشيخ أكد لمسئولي النادي أنه يرغب في الانتقال للنادي الأهلي ، مما جعل الزمالك طلب التعاقد مع بديله ، ودخلت أندية الاتحاد السكندري وبتروجيت في مفاوضات أيضًا من أجل ضم محمد مسعد.

ولكن في 27 يوليو 2015 نجح المصري في ضم اللاعب لمدة موسم على سبيل الإعارة ؛ بناءً على رغبة حسام حسن المدير الفني للفريق ، وبعد انتهاء إعارته طلب المصري انتقاله بصفة نهائية ، ووافق محمد مسعد على الاستمرار مع الفريق بالموسم المقبل.

### الزمالك
في 18 يوليو 2016 انضم إلى نادي الزمالك مع كل من محمود عبد العاطي وحسني فتحي مقابل 9 ملايين جنيه.

### العودة للمقاصة
في ظل قلة مشاركته مع الزمالك وأيضًا استبعاده أفريقيًّا ، في 15 أغسطس 2017 تسلم نادي المقاصة الاستغناء الخاص به بعد الانتقال لصفوف الفريق على سبيل البيع النهائي خلال فترة الانتقالات الصيفية.

### الإنتاج الحربي
في 3 يونيو 2018 انتقل لنادي الإنتاج الحربي لمدة موسم واحد معارًا من نادي مصر للمقاصة مع إمكانية الشراء.